# Paul Codrea
Paul Constantin Codrea (Timișoara, 4 aprile 1981) è un allenatore di calcio ed ex calciatore rumeno, di ruolo centrocampista, tecnico delle giovanili del Dumbrăvița.
Ha giocato nella massima serie rumena e italiana, oltre che nella Nazionale del suo paese.

## Carriera

### Giocatore

#### Club
Cresce nella Dinamo Bucarest, squadra della massima serie romena. Nel 1997 va in prestito al Politehnica Timişoara, nella Seconda Divisione del suo paese. Ritornato nella Prima Divisione nel 1999 con l'Arges Dacia Pitesti, nel gennaio 2001 viene acquistato dal Genoa, in Serie B italiana. Con i grifoni gioca una stagione intera e due mezze: nel gennaio 2003 va al Palermo, ma con i rosanero ha avuto poche occasioni di giocare: ceduto in prestito al Perugia (nell'ambito della trattativa che ha portato Fabio Grosso in rosanero) e al Torino, ha poi fatto ritorno in rosanero, ma gli è stato concesso poco spazio. Dal 2006-2007 milita nel Siena (la prima stagione è in compartecipazione).
Resta al Siena anche nella stagione 2008-2009, dopo aver ottenuto la salvezza. Ad ottobre stagione inoltrata subisce un infortunio, una lesione di primo grado al bicipite femorale della coscia sinistra, che lo tiene fuori per alcuni mesi.
Il 31 gennaio 2011, dopo 6 presenze in bianconero, è passato in prestito al Bari. Esordisce coi biancorossi il 27 febbraio in Bari-Fiorentina (1-1), chiudendo la stagione con altre 6 apparizioni.
Finito il prestito ritorna al Siena, che lo mette fuori rosa. Reintegrato, debutta in stagione nella partita vinta per 2-1 in trasferta contro il Cagliari giocata il 24 novembre e valevole per il quarto turno di Coppa Italia. Sceso in campo anche nel quarto turno contro il Palermo, gioca anche la 17ª giornata di campionato contro la Lazio (vittoria per 4-0) chiudendo la stagione con queste 3 presenze. A fine stagione rimane svincolato.
Il 21 luglio 2012 viene ingaggiato dal Rapid Bucarest, facendo così ritorno in patria dopo 11 anni trascorsi in Italia.

#### Nazionale
Ha fatto parte della Nazionale romena, con cui ha partecipato agli Europei del 2008 di Austria e Svizzera.
Ha esordito in Nazionale nell'amichevole contro la Jugoslavia disputata il 15 novembre 2000, giocando titolare, prima di essere sostituito nel finale da Alin Stoica.
Ha segnato la sua unica rete internazionale il 28 febbraio 2001 contro la Lituania nel torneo amichevole di Cipro.
L'ultimo incontro con la maglia della sua Nazionale risale al 3 marzo 2010, nell'amichevole contro Israele.

### Allenatore
Il 13 marzo 2013 viene nominato allenatore della Politehnica Timișoara, club militante in Liga V, il quinto livello del campionato rumeno. Al termine della stagione si guadagna la promozione in Liga IV. Il 29 novembre 2014 rassegna le sue dimissioni dalla guida della squadra.

## Statistiche

### Presenze e reti nei club
| Stagione         | Squadra          | Campionato       | Campionato | Campionato | Coppe nazionali | Coppe nazionali | Coppe nazionali | Coppe continentali | Coppe continentali | Coppe continentali | Totale | Totale |
| Stagione         | Squadra          | Comp             | Pres       | Reti       | Comp            | Pres            | Reti            | Comp               | Pres               | Reti               | Pres   | Reti   |
| ---------------- | ---------------- | ---------------- | ---------- | ---------- | --------------- | --------------- | --------------- | ------------------ | ------------------ | ------------------ | ------ | ------ |
| 1996-1997        | Dinamo Bucarest  | A                | 2          | 0          | CR              | ?               | ?               | CI                 | ?                  | ?                  | 2+     | 0+     |
| 1997-1998        | Timișoara        | B                | ?          | ?          | CR              | ?               | ?               | -                  | -                  | -                  | ?      | ?      |
| 1998-1999        | Timișoara        | B                | 30         | 2          | CR              | ?               | ?               | -                  | -                  | -                  | ?      | ?      |
| Totale Timișoara | Totale Timișoara | Totale Timișoara | 30+        | 0+         |                 | ?               | ?               |                    | 0                  | 0                  | 30+    | 0+     |
| 1999-2000        | Argeș Pitești    | A                | 22         | 1          | CR              | ?               | ?               | -                  | -                  | -                  | 22+    | 1+     |
| 2000-gen. 2001   | Argeș Pitești    | A                | 12         | 0          | CR              | ?               | ?               | -                  | -                  | -                  | 12+    | 0+     |
| Totale Timișoara | Totale Timișoara | Totale Timișoara | 34         | 1          |                 | ?               | ?               |                    | 0                  | 0                  | 34+    | 1+     |
| gen.-giu. 2001   | Genoa            | B                | 16         | 0          | CI              | ?               | ?               | -                  | -                  | -                  | 16+    | 0+     |
| 2001-2002        | Genoa            | B                | 15         | 0          | CI              | ?               | ?               | -                  | -                  | -                  | 15+    | 0+     |
| 2002-2003        | Genoa            | B                | 18         | 1          | CI              | ?               | ?               | -                  | -                  | -                  | 18+    | 1+     |
| Totale Genoa     | Totale Genoa     | Totale Genoa     | 50         | 2          |                 | ?               | ?               |                    | 0                  | 0                  | 50+    | 2+     |
| 2003-gen. 2004   | Palermo          | B                | 8          | 0          | CI              | 4               | 0               | -                  | -                  | -                  | 12     | 0      |
| gen.-giu. 2004   | Perugia          | A                | 12         | 1          | CI              | ?               | ?               | -                  | -                  | -                  | 12+    | 1+     |
| 2004-2005        | Torino           | B                | 35         | 1          | CI              | 5               | 0               | -                  | -                  | -                  | 40     | 1      |
| 2005-2006        | Palermo          | A                | 12         | 0          | CI              | 4               | 0               | CU                 | 6                  | 0                  | 22     | 0      |
| Totale Palermo   | Totale Palermo   | Totale Palermo   | 20         | 0          |                 | 8               | 0               |                    | 6                  | 0                  | 34     | 0      |
| 2006-2007        | Siena            | A                | 22         | 2          | CI              | ?               | ?               | -                  | -                  | -                  | 22+    | 2+     |
| 2007-2008        | Siena            | A                | 29         | 0          | CI              | ?               | ?               | -                  | -                  | -                  | 29+    | 0+     |
| 2008-2009        | Siena            | A                | 27         | 0          | CI              | 1               | 0               | -                  | -                  | -                  | 28     | 0      |
| 2009-2010        | Siena            | A                | 24         | 0          | CI              | 1               | 0               | -                  | -                  | -                  | 25     | 0      |
| 2010-gen. 2011   | Siena            | B                | 6          | 0          | CI              | 0               | 0               | -                  | -                  | -                  | 6      | 0      |
| gen.-giu. 2011   | Bari             | A                | 6          | 0          | CI              | 0               | 0               | -                  | -                  | -                  | 6      | 0      |
| 2011-2012        | Siena            | A                | 1          | 0          | CI              | 2               | 0               | -                  | -                  | -                  | 3      | 0      |
| Totale Siena     | Totale Siena     | Totale Siena     | 109        | 2          |                 | 2+              | 0+              |                    | 0                  | 0                  | 111+   | 2+     |
| 2012-2013        | Rapid Bucarest   | I                | 11         | 0          | CR              | 0               | 0               | EL                 | 0                  | 0                  | 11     | 0      |
| Totale carriera  | Totale carriera  | Totale carriera  | 275        | 7          |                 | 15+             | 0+              |                    | 6+                 | 0+                 | 296+   | 7+     |

### Cronologia presenze e reti in nazionale
| Cronologia completa delle presenze e delle reti in nazionale ― Romania | Cronologia completa delle presenze e delle reti in nazionale ― Romania | Cronologia completa delle presenze e delle reti in nazionale ― Romania | Cronologia completa delle presenze e delle reti in nazionale ― Romania | Cronologia completa delle presenze e delle reti in nazionale ― Romania | Cronologia completa delle presenze e delle reti in nazionale ― Romania | Cronologia completa delle presenze e delle reti in nazionale ― Romania | Cronologia completa delle presenze e delle reti in nazionale ― Romania |
| Data                                                                   | Città                                                                  | In casa                                                                | Risultato                                                              | Ospiti                                                                 | Competizione                                                           | Reti                                                                   | Note                                                                   |
| ---------------------------------------------------------------------- | ---------------------------------------------------------------------- | ---------------------------------------------------------------------- | ---------------------------------------------------------------------- | ---------------------------------------------------------------------- | ---------------------------------------------------------------------- | ---------------------------------------------------------------------- | ---------------------------------------------------------------------- |
| 15-11-2000                                                             | Bucarest                                                               | Romania                                                                | 2 – 1                                                                  | Jugoslavia                                                             | Amichevole                                                             | -                                                                      | 78’                                                                    |
| 5-12-2000                                                              | Annaba                                                                 | Algeria                                                                | 3 – 2                                                                  | Romania                                                                | Amichevole                                                             | -                                                                      |                                                                        |
| 8-12-2000                                                              | Annaba                                                                 | Algeria                                                                | 2 – 3                                                                  | Romania                                                                | Amichevole                                                             | -                                                                      |                                                                        |
| 28-2-2001                                                              | Nicosia                                                                | Romania                                                                | 3 – 0                                                                  | Lituania                                                               | Torneo di Cipro 2001 - Finale                                          | 1                                                                      | 46’                                                                    |
| 24-3-2001                                                              | Bucarest                                                               | Romania                                                                | 0 – 2                                                                  | Italia                                                                 | Qual. Mondiali 2002                                                    | -                                                                      |                                                                        |
| 28-3-2001                                                              | Tbilisi                                                                | Georgia                                                                | 0 – 2                                                                  | Romania                                                                | Qual. Mondiali 2002                                                    | -                                                                      |                                                                        |
| 25-4-2001                                                              | Ploiești                                                               | Romania                                                                | 0 – 0                                                                  | Slovacchia                                                             | Amichevole                                                             | -                                                                      | 46’                                                                    |
| 2-6-2001                                                               | Bucarest                                                               | Romania                                                                | 2 – 0                                                                  | Ungheria                                                               | Qual. Mondiali 2002                                                    | -                                                                      |                                                                        |
| 6-6-2001                                                               | Kaunas                                                                 | Lituania                                                               | 1 – 2                                                                  | Romania                                                                | Qual. Mondiali 2002                                                    | -                                                                      | 90’                                                                    |
| 27-3-2002                                                              | Costanza                                                               | Romania                                                                | 4 – 1                                                                  | Ucraina                                                                | Amichevole                                                             | -                                                                      | 77’                                                                    |
| 17-4-2002                                                              | Bydgoszcz                                                              | Polonia                                                                | 1 – 2                                                                  | Romania                                                                | Amichevole                                                             | -                                                                      |                                                                        |
| 21-8-2002                                                              | Costanza                                                               | Romania                                                                | 0 – 1                                                                  | Grecia                                                                 | Amichevole                                                             | -                                                                      | 84’                                                                    |
| 7-9-2002                                                               | Sarajevo                                                               | Bosnia ed Erzegovina                                                   | 0 – 3                                                                  | Romania                                                                | Qual. Euro 2004                                                        | -                                                                      | 85’                                                                    |
| 12-10-2002                                                             | Bucarest                                                               | Romania                                                                | 0 – 1                                                                  | Norvegia                                                               | Qual. Euro 2004                                                        | -                                                                      |                                                                        |
| 16-10-2002                                                             | Lussemburgo                                                            | Lussemburgo                                                            | 0 – 7                                                                  | Romania                                                                | Qual. Euro 2004                                                        | -                                                                      | 36’                                                                    |
| 29-3-2003                                                              | Bucarest                                                               | Romania                                                                | 2 – 5                                                                  | Danimarca                                                              | Qual. Euro 2004                                                        | -                                                                      | 70’                                                                    |
| 7-6-2003                                                               | Craiova                                                                | Romania                                                                | 2 – 0                                                                  | Bosnia ed Erzegovina                                                   | Qual. Euro 2004                                                        | -                                                                      | 65’                                                                    |
| 11-10-2003                                                             | Bucarest                                                               | Romania                                                                | 1 – 1                                                                  | Giappone                                                               | Amichevole                                                             | -                                                                      | 75’ 89’                                                                |
| 9-10-2004                                                              | Praga                                                                  | Rep. Ceca                                                              | 1 – 0                                                                  | Romania                                                                | Qual. Mondiali 2006                                                    | -                                                                      |                                                                        |
| 2-9-2005                                                               | Costanza                                                               | Romania                                                                | 2 – 0                                                                  | Rep. Ceca                                                              | Qual. Mondiali 2006                                                    | -                                                                      | 71’                                                                    |
| 16-8-2006                                                              | Costanza                                                               | Romania                                                                | 2 – 0                                                                  | Cipro                                                                  | Amichevole                                                             | -                                                                      |                                                                        |
| 2-9-2006                                                               | Costanza                                                               | Romania                                                                | 2 – 2                                                                  | Bulgaria                                                               | Qual. Euro 2008                                                        | -                                                                      | 60’                                                                    |
| 6-9-2006                                                               | Tirana                                                                 | Albania                                                                | 0 – 2                                                                  | Romania                                                                | Qual. Euro 2008                                                        | -                                                                      |                                                                        |
| 7-2-2007                                                               | Bucarest                                                               | Romania                                                                | 2 – 0                                                                  | Moldavia                                                               | Amichevole                                                             | -                                                                      | 46’                                                                    |
| 24-3-2007                                                              | Rotterdam                                                              | Paesi Bassi                                                            | 0 – O                                                                  | Romania                                                                | Qual. Euro 2008                                                        | -                                                                      | 83’ 87’                                                                |
| 2-6-2007                                                               | Celje                                                                  | Slovenia                                                               | 1 – 2                                                                  | Romania                                                                | Qual. Euro 2008                                                        | -                                                                      |                                                                        |
| 6-6-2007                                                               | Timișoara                                                              | Romania                                                                | 2 – 0                                                                  | Slovenia                                                               | Qual. Euro 2008                                                        | -                                                                      | 79’                                                                    |
| 22-8-2007                                                              | Bucarest                                                               | Romania                                                                | 2 – 0                                                                  | Turchia                                                                | Amichevole                                                             | -                                                                      | 66’                                                                    |
| 8-9-2007                                                               | Minsk                                                                  | Bielorussia                                                            | 1 – 3                                                                  | Romania                                                                | Qual. Euro 2008                                                        | -                                                                      | 56’ 90’                                                                |
| 12-9-2007                                                              | Colonia                                                                | Germania                                                               | 3 – 1                                                                  | Romania                                                                | Amichevole                                                             | -                                                                      | 62’                                                                    |
| 13-10-2007                                                             | Costanza                                                               | Romania                                                                | 1 – 0                                                                  | Paesi Bassi                                                            | Qual. Euro 2008                                                        | -                                                                      | 90+2’                                                                  |
| 17-11-2007                                                             | Sofia                                                                  | Bulgaria                                                               | 1 – 0                                                                  | Romania                                                                | Qual. Euro 2008                                                        | -                                                                      | 49’ 82’                                                                |
| 31-5-2008                                                              | Bucarest                                                               | Romania                                                                | 4 – 0                                                                  | Montenegro                                                             | Amichevole                                                             | -                                                                      | 46’                                                                    |
| 9-6-2008                                                               | Zurigo                                                                 | Romania                                                                | 0 – 0                                                                  | Francia                                                                | Euro 2008 - 1º turno                                                   | -                                                                      | 64’                                                                    |
| 13-6-2008                                                              | Zurigo                                                                 | Romania                                                                | 1 – 1                                                                  | Italia                                                                 | Euro 2008 - 1º turno                                                   | -                                                                      |                                                                        |
| 17-6-2008                                                              | Berna                                                                  | Paesi Bassi                                                            | 2 – 0                                                                  | Romania                                                                | Euro 2008 - 1º turno                                                   | -                                                                      | 72’                                                                    |
| 10-9-2008                                                              | Tórshavn                                                               | Fær Øer                                                                | 0 – 1                                                                  | Romania                                                                | Qual. Mondiali 2010                                                    | -                                                                      |                                                                        |
| 11-2-2009                                                              | Bucarest                                                               | Romania                                                                | 1 – 2                                                                  | Croazia                                                                | Amichevole                                                             | -                                                                      | 71’                                                                    |
| 28-3-2009                                                              | Costanza                                                               | Romania                                                                | 2 – 3                                                                  | Serbia                                                                 | Qual. Mondiali 2010                                                    | -                                                                      | 46’                                                                    |
| 12-8-2009                                                              | Budapest                                                               | Ungheria                                                               | 0 – 1                                                                  | Romania                                                                | Amichevole                                                             | -                                                                      | 59’                                                                    |
| 5-9-2009                                                               | Saint-Denis                                                            | Francia                                                                | 1 – 1                                                                  | Romania                                                                | Qual. Mondiali 2010                                                    | -                                                                      | 86’                                                                    |
| 9-9-2009                                                               | Bucarest                                                               | Romania                                                                | 1 – 1                                                                  | Austria                                                                | Amichevole                                                             | -                                                                      | 71’                                                                    |
| 14-11-2009                                                             | Varsavia                                                               | Polonia                                                                | 0 – 1                                                                  | Romania                                                                | Amichevole                                                             | -                                                                      | 24’ 52’                                                                |
| 3-3-2010                                                               | Timișoara                                                              | Romania                                                                | 0 – 2                                                                  | Israele                                                                | Amichevole                                                             | -                                                                      | 72’                                                                    |
| Totale                                                                 |                                                                        | Presenze                                                               | 44                                                                     |                                                                        | Reti                                                                   | 1                                                                      |                                                                        |

## Palmarès

### Club

#### Competizioni nazionali
- Campionato italiano di Serie B: 1

Palermo: 2003-2004